# Peter Carroll
Pour les articles homonymes, voir Carroll.
Peter J. Carroll (né le 8 janvier 1953, à Patching, Angleterre) est un occultiste moderne, auteur et cofondateur avec Ray Sherwin des Illuminati de Thanateros.

## Biographie
Carroll voyagea beaucoup en Inde, au Tibet et en Australie. Au travers de ses livres et du travail effectué au sein du groupe des Illuminati de Thanateros, il devint rapidement l'un des plus célèbres occultistes européens. On lui crédite l'origine du terme et des idées relatives à la Magie du Chaos, cependant il serait plus juste de dire qu'il y participa avec d'autres auteurs de la scène occultiste anglaise dont la rencontre mena à la formation du mouvement des magiciens du chaos.
Carroll nous donne, dans son article « Chaoïsme et Chaos », sa définition du système : « Pour moi, la Chaos Magick signifie une poignée de techniques auxquelles il faut adhérer strictement pour obtenir des résultats, mais au-delà de cela, elle offre une liberté d’expression et d’intention à laquelle nul n’aurait jamais osé songer dans aucune autre forme antérieure de la magie ».
En 1995, Carroll annonça son désir d'abandonner le rôle de « Mage et Pontife du Chaos » par cette déclaration : « l'auteur choisit de maintenir l'antique et idiosyncratique code de chevalerie, d'honneur et d'héroïsme dans une ère généralement vide de telles choses... et qui valorise la particularité dans une ère de production de masse » (PsyberMagick, ch. 59). Par cet acte, il quitta définitivement la magie en tant que champ d'étude et il ne se concentra dès lors plus qu'à l'hypothèse tridimentionnelle du temps.
En 2005 cependant, il est apparu en tant qu'instructeur de magie du Chaos lors de la « Maybe Logic Academy » de Robert Anton Wilson qui considérait Carroll comme « le plus original et, probablement, le plus important écrivain de la Magie depuis Aleister Crowley ».
Plus tard, il fonda l'« Arcanorium Occult College » avec d'autres magiciens du chaos connus : Ramsey Dukes, Ian Read et Jaq D. Hawkins. Cette expérience ranima son intérêt pour les divers sujets de la magie et il y annonça un prochain livre sur le sujet, The Apophenion paru en 2008.

## Œuvres traduites en français
- CHAOS COMPENDIUM - La magie des Illuminati de Thanateros (2010), éditions Camion Noir  (ISBN 9782357790834)
- Changements de Paradigmes un texte de Carroll explicitant sa théorie de la magie.
- Textes Peter Carroll en français.